# Serge Dassault
Serge Dassault (født 4. april 1925, død 28. maj 2018) var en fransk arving, forretningsmand og politiker. Han fungerede som formand og administrerende direktør for Groupe Dassault og en konservativ politiker. Han blev født i Paris. Ifølge Forbes blev Dassaults nettoformue i 2016 anslået til 15 milliarder dollars.
Dassault tjente i det franske senat for Essonne fra 2004 til 2017 som en konservativ uafhængig.
Dassault døde i en alder af 93 den 28. maj 2018 i Paris af et hjerteanfald.
Serge Dassault er uddannet på École polytechnique, SUPAERO og HEC Paris.